# La Juquilita, Mazatlán Villa de Flores
La Juquilita är en ort i Mexiko.   Den ligger i kommunen Mazatlán Villa de Flores och delstaten Oaxaca, i den sydöstra delen av landet, 280 km sydost om huvudstaden Mexico City. La Juquilita ligger 1 511 meter över havet och antalet invånare är 113.
Terrängen runt La Juquilita är huvudsakligen bergig, men norrut är den kuperad. Runt La Juquilita är det ganska tätbefolkat, med 52 invånare per kvadratkilometer. Närmaste större samhälle är Huautla de Jiménez, 12,1 km nordost om La Juquilita. I omgivningarna runt La Juquilita växer huvudsakligen savannskog.